# Fortín Capitán Joel Estigarribia
Fortín Capitán Joel Estigarribia (más conocido como Fortín Joel Estigarribia) es una localidad paraguaya del departamento de Boquerón, ubicada en el kilómetro 610 de la ruta PY12, a unos 647 km de Asunción.
Actualmente la localidad cuenta con escasa población, teniendo unos 80 habitantes aproximadamente, siendo la mayoría de ellos personal militar.
Administrativamente forma parte y depende del distrito de Boquerón (Ex Neuland), ubicado a unos 148 kilómetros de distancia.

## Toponimia
Recibe su nombre en homenaje al Capitán Joel Estigarribia, un militar paraguayo que combatió en la Guerra del Chaco y tuvo una destacada actuación en la Batalla de Cañada Strongest donde resistió junto con 200 hombres de su batallón (R.I. 16 Mariscal López) a un triple cerco del ejército boliviano por casi una semana sin suministros, hasta que tuvo que rendirse y fue hecho prisionero, gracias a esta resistencia las otras divisiones paraguayas tuvieron tiempo de escapar del cerco, por lo que es recordado como un héroe por el pueblo paraguayo. Tiempo después, el ejército paraguayo construyó el fortín que hoy en día lleva su nombre a unos 68 kilómetros al sur de donde sucedió esta batalla.

## Historia
Desde 1992 hasta 2021 la localidad formó parte del municipio de Mariscal Estigarribia.
Posteriormente, desde el 13 de enero de 2021, Fortín Capitán Joel Estigarribia pasó a formar parte del distrito de Boquerón (Ex Neuland).

## Geografía
Fortín Capitán Joel Estigarribia se ubica en el kilómetro 610 de la ruta PY12. Al noroeste limita con El Pelícano, al norte con la Base Aérea Teniente 1.º Pelayo Salvador Pratts Gill, al noreste con la extensa zona rural de Mariscal Estigarribia, al este con la zona rural de Boquerón, al sureste con Campo Ampú, al sur con Agropil, al suroeste con la Comunidad Indígena Mistolar y al oeste con El Solitario, respectivamente.
| Noroeste: El Pelícano                 | Norte: Base Aérea Teniente 1º Pelayo Salvador Pratts Gill | Nordeste: Mariscal Estigarribia |
| Oeste: El Solitario                   |                                                           | Este: Boquerón                  |
| Suroeste: Comunidad Indígena Mistolar | Sur: Agropil                                              | Sureste: Campo Ampú             |

## Clima
Según la clasificación de Köppen Fortín Capitán Joel Estigarribia posee un clima de tipo semiárido cálido uno de los hostiles del Paraguay, conocido por sus altas temperaturas, que llegan hasta los 46 °C a la sombra en verano y bajan hasta los −7 °C en invierno. El invierno es sumamente seco, mientras que el verano es húmedo con pocas lluvias.

## Infraestructura
La infraestructura de la zona actualmente es pobre y escasa, pero aún así cuenta con electricidad, una antena de radio y una pista de aterrizaje de tierra de unos 1250 metros de longitud, para el transporte aéreo militar y civil de la zona.

## Turismo
Cercano a unos 3 km de la localidad se encuentra Campo Jurado, un sitio histórico de la Guerra del Chaco que posee trincheras y fortificaciones utilizadas por los soldados bolivianos.